# Сайчук Борис Трифонович
Борис Трифонович Сайчук (20.06.1948, Володимир-Волинський — 12.05.1996, Луцьк) — дослідник історії Луцька, археолог.

## Життєпис
Батько — Трифон Семенович Сайчук (14 лютого 1898, с. Туропин Вербської волості Володимир-Волинського повіту Волинської губернії — 1 листопада 1979, Володимир-Волинський) — діяч комуністичного руху (псевд. Роман, Скуратович), під час Першої світової війни в 1915 р., внаслідок евакуації населення, потрапив в центральні райони Росії, працював робітником трубного заводу, а в 19 років став червоноармійцем 24-ї Залізної дивізії, командував кулеметним взводом, воював проти Колчака, Дутова, кілька разів був поранений. Член РКП(б) з 1920 р. Навчався у школі ВЧК, брав участь у ліквідації контрреволюційних заколотників. Після закінчення комуністичного університету Білорусі ім. В. І. Леніна (Мінськ) працював у підпільних райкомах КПЗУ у Порицьку, підпільному Віленському окружкомі КПЗБ, очолював Берестейську підпільну партійну організацію КПЗБ. В 1928 р. засуджений до восьми років ув'язнення, яке відбував у седлецькій та гродненській тюрмах. Після виходу з в'язниці виїхав до Радянського Союзу. Працював у райкомах ВКП(б) у Красній Слободі та Слуцьку. В роки Великої Вітчизняної війни був політпрацівником. У повоєнні роки працював головою міськвиконкому Володимира-Волинського. Пам'ять про нього було увіковічено в назві вулиці.
Борис з дитячих років збирав матеріали до історії рідного міста. Свою колекцію старожитностей та щоденник спостережень за земляними роботами у Володимирі передав у новостворений музей у 1967 р.. Після служби в армії 1971 р. вступає на історичний факультет Ленінградського університету. За участь у несанкціонованому владою Слов'яно-Варязькому семінарі Г. С. Лебедєва, що пропагандував альтернативний офіційному погляд на історію Київської держави, у 1974 р. виключений з вузу. Відтоді працював на будовах Сибіру.
Після успішного лікування від важкої хвороби, завершує освіту у Волинському педагогічному інституті, з 1986 р. і до трагічної смерті працює молодшим науковим працівником, робітником Луцького історико-культурного заповідника. Формував археологічні та історико-документальні фонди заповідника, проводив археологічний нагляд за земляними роботами на території Старого міста, обстежував підвальні приміщення, досліджував історію забудови Старого міста. Керував розкопками на історичному передмісті Лучеська Гнідаві та на території колишнього двору архімандрита Жидичинського монастиря у Нижньому замку Лучеська (1988 р.), у середмісті та дитинці (1989 р.), розкопував та вивчав фундаменти та підвальні приміщення Хрестовоздвиженської церкви (1990 р.), брав участь у розкопках на дитинці Лучеська у 1991 р. та в рятівних розкопках на Ринку взимку 1992—1993 рр.. Створив об'ємну історико-топографічну картотеку Старого міста Луцька, яка стала в пригоді дослідниками історії Луцька Б. В. Колоску, С. В. Терському, П. О. Троневичу та ін. при написанні їх праць. Зібрана ним унікальна колекція будівельної кераміки Луцька XII—XX ст. лягла в основу створеної спільно з П. О. Троневичем музейної експозиції «Плитниця».
У 1989 р. першим підняв у місцевій пресі замовчуване у суспільстві питання про вшанування місць поховань жертв розстрілів у луцькій тюрмі у червні 1941 р. На сьогодні опубліковано лише частину творчого доробку вченого. Загинув зацькований «краєзнавцями».
Похований на міському кладовищі у Гаразджі.